# Meeting Pas de Calais
O Meeting Pas de Calais é uma competição indoor de atletismo realizada geralmente em Fevereiro, em Liévin, França. O  meeting foi realizado pela primeira vez em 1988 no Stade Couvert Régional e atualmente faz parte do IAAF Indoor Permit Meeting.

## Recordes mundiais
Ao longo da história, dois recordes mundiais foram quebrados no Meeting Pas de Calais, são eles:
| Ano  | Evento | Recorde | Atleta             | Nacionalidade |
| ---- | ------ | ------- | ------------------ | ------------- |
| 1996 | 200 m  | 19.92   | Frankie Fredericks | Namíbia       |
| 1993 | 200 m  | 21.87   | Merlene Ottey      | Jamaica       |

## Recordes deste Meeting

### Masculino
| Evento             | Recorde | Atleta             | Nacionalidade   | Data                    | Ref   |
| ------------------ | ------- | ------------------ | --------------- | ----------------------- | ----- |
| 60 m               | 6.45    | Bruny Surin        | Canadá          | 13 de Fevereiro de 1993 |       |
| 200 m              | 19.92   | Frankie Fredericks | Namíbia         | 18 de Fevereiro de 1996 |       |
| 300 m              | 32.38   | Greg Nixon         | Estados Unidos  | 2009                    |       |
| 400 m              | 45.76   | Darnell Hall       | Estados Unidos  | 1995                    |       |
| 800 m              | 1:44.57 | Adam Kszczot       | Polónia         | 14 de Fevereiro de 2012 | [ 1 ] |
| 1000 m             | 2:17.06 | Mehdi Baala        | França          | 2004                    |       |
| 1500 m             | 3:32.01 | Hicham El Guerrouj | Marrocos        | 1998                    |       |
| 3000 m             | 7:31.25 | Haile Gebrselassie | Etiópia         | 1999                    |       |
| 60 m com barreiras | 7.40    | Allen Johnson      | Estados Unidos  | 1995                    |       |
| Salto em altura    | 2.38 m  | Javier Sotomayor   | Cuba            | 1995                    |       |
| Salto em altura    | 2.38 m  | Javier Sotomayor   | Cuba            | 18 de Fevereiro de 1996 |       |
| Salto com vara     | 6.14 m  | Sergey Bubka       | Ucrânia         | 1993                    |       |
| Salto em distância | 8.60 m  | Iván Pedroso       | Cuba            | 1997                    |       |
| Salto triplo       | 17.64 m | Teddy Tamgho       | França          | 8 de Fevereiro de 2011  | [ 2 ] |
| Arremesso de peso  | 20.27 m | Pavel Sofin        | União Soviética | 1990                    |       |

### Feminino
| Evento             | Recorde | Atleta             | Nacionalidade | Data                    | Ref   |
| ------------------ | ------- | ------------------ | ------------- | ----------------------- | ----- |
| 60 m               | 6.93    | Irina Privalova    | Rússia        | 1994                    |       |
| 200 m              | 21.87   | Merlene Ottey      | Jamaica       | 13 de Fevereiro de 1993 |       |
| 300 m              | 35.69   | Patricia Hall      | Jamaica       | 14 de Fevereiro de 2012 | [ 3 ] |
| 400 m              | 50.73   | Grit Breuer        | Alemanha      | 1998                    |       |
| 800 m              | 1:56.36 | Maria Mutola       | Moçambique    | 1998                    |       |
| 1000 m             | 2:34.61 | Maria Mutola       | Moçambique    | 2003                    |       |
| 1500 m             | 4:03.42 | Gabriela Szabo     | Roménia       | 2001                    |       |
| Milha              | 4:23.00 | Carla Sacramento   | Portugal      | 2002                    |       |
| 2000 m             | 5:38.76 | Gabriela Szabo     | Roménia       | 2000                    |       |
| 3000 m             | 8.34.09 | Gabriela Szabo     | Roménia       | 1999                    |       |
| 60 m com barreiras | 7.77    | Michelle Freeman   | Jamaica       | 1997                    |       |
| Salto em altura    | 2.02 m  | Stefka Kostadinova | Bulgária      | 1992                    |       |
| Salto com vara     | 4.89 m  | Yelena Isinbayeva  | Rússia        | 2005                    |       |
| Salto em distância | 7.09 m  | Heike Drechsler    | Alemanha      | 1995                    |       |
| Salto triplo       | 14.90 m | Inna Lasovskaya    | Rússia        | 1994                    |       |